# 1 Korpus Powietrznodesantowy (ZSRR)
1 Korpus Powietrznodesantowy (ros. 1-й воздушно-десантный корпус)  – wyższy związek taktyczny Armii Czerwonej.
1 Korpus Powietrznodesantowy (1 KPD) utworzony został w kwietniu 1941 roku. Od 22 czerwca 1941 roku podlegał dowódcy Frontu Południowo-Zachodniego. W czasie niemieckiego ataku na Związek Radziecki 1 KPD prowadził działania bojowe na Ukrainie. Dowodzony przez gen. mjr Matwieja Usenkę 1 KPD został seśrodkowany w rejonie Nowgorodu Wołyńskiego. 1 Brygada Powietrznodesantowa ze składu 1 KPD broniła się przed atakami armii niemieckiej na podejściach do Kijowa. Po walkach w czasie których doznał dotkliwych strat został rozformowany. 

## Dowódcy korpusu
- gen. mjr Matwiej Usenko[3] (23.06.1941 - 14.12.1941)
- gen. mjr Wiktor Żołudiew (15.12.1941 - 06.08.1942)[4]

## Struktura organizacyjna
Skład w 1941 roku:
- 1 Brygada Powietrznodesantowa
- 204 Brygada Powietrznodesantowa
- 211 Brygada Powietrznodesantowa